# L'uomo che non sapeva amare
L'uomo che non sapeva amare (The Carpetbaggers) è un film del 1964 diretto da Edward Dmytryk. Il film è tratto dall'omonimo romanzo di Harold Robbins, ispirato alla vita di Howard Hughes.

## Trama
Jonas Cord eredita un'industria aeronautica e, una volta divenuto un valente manager della finanza, intende investire nell'industria cinematografica, entrando in conflitto con amici e collaboratori.